# Serie B (calcio femminile)
La Serie B è la seconda divisione nazionale del campionato italiano femminile di calcio, gestita dalla Divisione Calcio Femminile in seno alla FIGC a partire dalla stagione 2018-2019, mentre dalla stagione 2022-2023, a seguito della riforma della Serie A, diventa a tutti gli effetti la prima divisione dilettantistica del calcio femminile in Italia. Ha rappresentato il secondo livello nazionale italiano dalla stagione 1973 alla stagione 2001-2002, tornando a esserlo a partire dalla stagione 2013-2014. Dalla stagione 2002-2003 alla stagione 2010-2011 ha rappresentato il terzo livello del calcio femminile italiano, dietro alla Serie A2.
Nella stagione 2024-2025, il campionato ha avuto tre promozioni in Serie A e tre retrocessioni in Serie C, così che nell'annata 2025-2026 il numero delle squadre partecipanti scenderà a 14.

## Storia
Questa categoria ha vissuto quattro vite: la prima dal 1970 (anno della sua creazione) fino al 1972, quando è stato il secondo ed ultimo campionato perché organizzato dai Comitati regionali. La sua seconda vita l'ha avuta dal 1973 (anno della sua trasformazione a campionato interregionale) fino al 2002, quando è stato il secondo campionato per importanza nel panorama calcistico femminile, equivalente ipso facto alla cadetteria maschile. Nel 2002, con la creazione del nuovo campionato di Serie A2, la categoria è diventata la terza per importanza, pur restando una categoria dilettantistica e nazionale, ponendosi tra la A2 e la Serie C regionale.
Dal 2011, con l'inizio della riforma dei campionati, la Serie B è scomparsa per lasciare il posto alla sola A2. Il nome, tuttavia, non è stato riutilizzato, e così le retrocesse dalla A2, l'anno successivo si sono trovate a giocare nella C regionale. Con la riforma attuata nel giugno 2013 la Serie A2 è stata trasformata in Serie B, eliminando la denominazione "Serie A2", riutilizzando e reintroducendo quella di "Serie B". Dalla stagione 2013-2014 alla stagione 2017-2018 il campionato è stato organizzato in quattro gironi per distribuzione geografica delle squadre partecipanti, mentre a partire dalla stagione 2018-2019 era stato annunciato il passaggio a un girone unico.
A partire dalla stagione 2018-2019 l'organizzazione del campionato di Serie B, così come quello di Serie A, è stata demandata alla Divisione Calcio Femminile in seno alla FIGC.

## Formula
Il campionato di Serie B ha avuto formule differenti negli anni, mantenendo fino alla stagione 2017-2018 la ripartizione delle squadre partecipanti in più gironi secondo distribuzione geografica. Il numero dei gironi negli anni è variato dai due (dal 1989-1990 al 1995-1996) ai sei (2005-2006). La promozione in Serie A o in Serie A2 (dal 2003 al 2011) è stata assegnata o alle squadre vincitrici dei singoli gironi o tramite appositi play-off.
Nelle stagioni 2018-2019 e 2019-2020 la formula prevedeva che le 12 squadre partecipanti disputassero un girone all'italiana con partite di andata e ritorno per un totale di 22 giornate. Le prime due squadre classificate vengono promosse in Serie A. Retrocedono direttamente in Serie C le squadre classificate alle ultime due posizioni. Le squadre classificate al nono e decimo posto disputano un play-out, in campo neutro in gara unica, contro le due squadre del Campionato Interregionale perdenti gli spareggi promozione per ulteriori due posti in Serie B. Nella stagione 2020-2021 il numero di squadre di partecipanti è stato aumentato a 14, così che il numero totale di giornate è salito a 26; il numero di promozioni in Serie A è rimasto a due, mentre le ultime 4 classificate retrocedono in Serie C.
Negli anni nei quali la Serie B era il terzo livello nazionale la formula della categoria prevedeva quattro o cinque gironi mediamente di 12 squadre ciascuno: le prime di ogni raggruppamento venivano promosse in Serie A2. Le ultime tre squadre di ogni girone retrocedevano in Serie C, la cui organizzazione era affidata ai Comitati Regionali della Federazione Italiana Giuoco Calcio (FIGC). Per la stagione 2010-2011 la formula era stata modificata in vista della scomparsa della categoria: trentatré squadre divise in tre gironi da 12 (girone A), 11 (girone B) e 10 squadre (girone C), con quattordici promozioni così ripartite: le prime quattro di ogni girone, più due vincitrici dei play-off tra quinta e sesta dei gironi A e B. Retrocesse in Serie C solo tre squadre, ovvero le ultime di ogni girone.
Dalla stagione 2013-2014 alla stagione 2017-2018 le squadre sono state divise in 4 gironi con una ripartizione delle squadre legata al numero complessivo di squadre iscritte e alla loro ripartizione geografica. Sono state promosse in Serie A la prima squadra per ogni girone (4 squadre in totale) e sono state retrocesse in Serie C l'ultima o le ultime due di ciascun girone.

## Le squadre
Sono 42 le squadre ad aver preso parte ai campionati di Serie B femminile a girone unico disputati a partire dalla stagione 2018-2019 alla stagione 2024-2025 (in grassetto quelle partecipanti alla stagione in corso):
- 7: Cesena, ChievoVerona FM[9]
- 6: Ravenna
- 5: Brescia, Cittadella, Lazio, San Marino
- 4: Arezzo, Roma CF, Tavagnacco
- 3: Genoa, Ternana, Verona
- 2: Academy Pavia, Bologna, Como, Freedom, Napoli, Orobica, Parma, Perugia, Res Roma, Torres
- 1: Apulia Trani, Cortefranca, Empoli, Genoa Women, Inter, Lumezzane, Milan Ladies, Novese, Palermo, Pink Sport Time, Pomigliano, Pontedera, Pro Sesto, Riozzese, Roma XIV, Trento CF, Vicenza, Vis Mediterranea, Vittorio Veneto

## Albo d'oro
In grassetto sono indicate le squadre vincitrici del campionato di Serie B.
A gironi,
promosse in Serie A:
- 1970: Autoroma SIMCA Bergamo e Messina. Audax Laziale ammessa per rinuncia Gommagomma.
- 1971:
- 1972:
- 1973: Valdobbiadene e Alaska Veglie;
- 1974: Tepa Sport Orzinuovi e Perugia - Tepa Sport Orzinuovi batte in finale il Perugia 1-0;
- 1975: Sampierdarenese e Cibus Cazzago San Martino - Cibus Cazzago S.Martino batte in finale la Sampierdarenese 3-2 d.t.s.;
- 1976: Pordenone e Salernitana - Salernitana batte in finale il Pordenone 2-0;
- 1977: Jolly Componibili Cutispoti Catania e Pulivapor Piacenza - Jolly Componibili Cutispoti Catania batte in finale la Pulivapor Piacenza 1-0;
- 1978: Libertas di Como, Belluno, Foggia e Messina - Libertas batte in finale il Belluno 2-1;
- 1979: Tigullio 72 (girone A), Fiamma Ceraso (girone B), Cagliari (girone C) e Alaska Veglie (girone D) - titolo non assegnato;
- 1980: Piacenza (girone A), Aurora Mombretto (girone B), Giugliano (girone C) - titolo non assegnato;
- 1981: Arredamenti Soresina di Cesano Boscone (girone A), Pordenone (girone B), Vetreria Laziale Civita Castellana (girone C), Gusmai Trani '80 (girone D) -  Arredamenti Soresina batte in finale il Gusmai Trani 1-0;
- 1982: Libertas Como (girone A), Spifa Galliera di Piacenza (girone B), Alba Pavona (girone C), Gioventù Sommese (girone D) - Spifa Galliera batte in finale la Gioventù Sommese 2-1;
- 1983: Aurora Mombretto (girone A), Alba Pavona Cosmotours (girone B);
- 1984: Elettrik Juve Piemonte (girone A), Gorgonzola (girone B), Brina Foggia (girone C) ;
- 1985: Padova (girone A), Prato (girone B), Palombini Caffè Palombini Urbe Lazio (girone C);
- 1985-86: Reggiana (girone A), Fiamma Juve Siderno (girone B);
- 1986-87: Milan (girone A), Carrara (girone B), Nuova Gioventù Sommese (girone C);
- 1987-88: Verona Centomo (girone A), Firenze Casa 77 (girone B), Gravina Catania (girone C);
- 1988-89: Aurora Mombretto (girone A), Il Delfino (girone B), Endas Azzurra (girone C);
- 1989-90: Woman Sassari e Derthona Valmacca (girone A), Gravina Catania (girone B);
- 1990-91: Aurora Mombretto e Juventus (girone A), Fiamma Bari (girone B);
- 1991-92: G.E.A.S. Sesto San Giovanni e Bologna (girone A), Agliana (girone B);
- 1992-93: Riva e Conavi Carrara (girone A), Napoli (girone B);
- 1993-94: Milan (girone A), Pisa e Gravina Puglia (girone B);
- 1994-95: Cascine Vica (girone A), Autolelli Picenum (girone B);
- 1995-96: Calendasco e Sporting Segrate 92 (girone A), Modena (girone B);
- 1996-97: Idea Profumi Sarzana (girone A), Bardolino (girone B), DIDDL Sporting Sorrento (girone C);
- 1997-98: G.E.A.S. Ambrosiana (girone A), Bologna (girone B), Gravina Catania (girone C);
- 1998-99: Tradate Abbiate (girone A), Foroni (girone B), Attilia Nuoro (girone C);
- 1999-00: Fiammamonza (girone A), Cicos Cabras (girone B), Aquile Palermo (girone C);
- 2000-01: Como 2000, Ludos Palermo e Tavagnacco (dopo i play-off);
- 2001-02: Bergamo, Lucca 7 (dopo i play-off), mentre altre 11 squadre sono ammesse alla nuova Serie A2;

Promosse in Serie A2:
- 2002-03: Orobica, Segratese, Matuziana, Trento, Vicenza, Rivignano, Grifo, Firenze, Cervia, Termoli, Puccio Palermo, Olimpica Corigliano;
- 2003-04: Piossasco (girone A), Porto Mantovano (girone B), Montale 2000 (girone C), M. Matese Bojano (girone D);
- 2004-05: Sampierdarenese (girone A), Chiasiellis (girone B), Riozzese (girone C), Sezze (girone D), Orlandia 97 (girone E);
- 2005-06: Pisa (girone A), Aurora Bergamo (girone B), Barcon (girone C), Rovezzano 90 (girone D), Nuova Bari (girone E), Sport Napoli (girone F);
- 2006-07: Brescia (girone A), Graph. Campagna (girone B), Cervia 1920 (girone C), Vis Francavilla Fontana (girone D), Roma CF (girone E);
- 2007-08: Montale 2000 (girone A), Fortitudo Mozzecane (girone B), Gordige (girone C), Lazio CF (girone D), Carpisa Calciosmania Napoli (girone E);
- 2008-09: Alessandria (girone A), Südtirol Vintl (girone B), Siena (girone C), Sezze (girone D);
- 2009-10: Multedo 1930 (girone A), Exto Schio 06 (girone B), Imolese (girone C), Marsala (girone D);
- 2010-11: Gordige, Inter Milano, Real Meda, Orobica (girone A), San Zaccaria, Imola, Bogliasco Pieve, Castelvecchio (girone B), Aquile Palermo, Res Roma, Camaleonte, Eurnova (girone C). Vittorio Veneto e Villacidro Villgomme (dopo i play-off).

Promosse in Serie A:
- 2013-14: Cuneo, Orobica, San Zaccaria e Pink Sport Time
- 2014-15: Luserna, Südtirol, Vittorio Veneto e Acese
- 2015-16: Como 2000, E.D.P. Jesina, Cuneo e Chieti
- 2016-17: Empoli, Pink Sport Time, Reggiana/Sassuolo, Valpolicella
- 2017-18: Florentia S.G., Orobica

A girone unico:
- 2018-19: Inter, Empoli
- 2019-20: Napoli, San Marino
- 2020-21: Lazio, Pomigliano
- 2021-22: Como
- 2022-23: Napoli
- 2023-24: Lazio
- 2024-25: Ternana, Parma, Genoa

## Aspetto mediatico
Gli incontri della stagione 2021-2022 sono state inizialmente trasmesse dalla FIGC, attraverso il servizio di streaming del proprio sito Internet; tuttavia, nel dicembre del 2021, è stato annunciato un accordo ufficiale con la piattaforma OTT ELEVEN Sports per la trasmissione gratuita e in esclusiva di tutte le partite del campionato (sia in diretta, sia in differita) fino al termine della stagione, oltreché per tutta la durata dell'annata seguente.
A partite dalla stagione 2023-2024, invece, i diritti audiovisivi sono stati acquisiti dalla piattaforma Be.Pi TV, che ha trasmesso tutte le gare di campionato (a partire dalla seconda giornata) in diretta streaming sul proprio canale YouTube.

## Loghi

Logo utilizzato dal 2018 al 2020.
Logo in uso dal 2020.